# 莘庄镇
莘庄镇是中国上海市闵行区下辖的一个镇，也是闵行区政府驻地。闵行区政府自称该镇在地理位置上是“上海的中心”。
该镇面积19.12平方公里，户籍人口14.47万人（2008年）。由于上海轨道交通1号线终点设在莘庄，使得该地在地铁一号线开通之后迅速发展起来。

## 历史
莘庄镇因跨莘溪而得名。莘庄地区在南朝（公元420年－589年）已有墓葬，成陆年代当在六世纪以前。
南宋度宗咸淳年间（1265年-1274年），镇上已建有施水庵，俗称草庵。施水庵原在镇南南栅口以南约200米处，光绪三十四年（1908年）建筑沪杭铁路，南栅口外设莘庄车站，庵址首当其冲，经镇上绅商同意，旋将施水庵南迁1公里，与春申庵合并。现两庵均湮没，迄今已历七百多年。
莘庄自南宋至民国二年（1913年）一直隶属于华亭县。民国元年（1912年）华亭、娄县两县合并为华亭县。民国三年（1914年），华亭县改称松江县，莘庄仍隶属松江县。民国十七年（1928年）设镇。民国三十五年（1946年）划归上海市第二十六区，龙华区。翌年1月，取消序数区名。1949年5月15日莘庄解放，由松江县接管，设立莘庄乡人民政府，同年9月复属上海市龙华区。1951年7月，莘庄乡分两乡（莘北、莘南）一镇（莘庄镇）。1956年2月，两乡一镇又并为莘庄乡。1956年3月，上海市龙华区与新泾、真如两区合并为西郊区。1958年8月15日撤销西郊区，莘庄乡被并入上海县。同年9月21日，成立七一人民公社，莘庄乡编为第三大队。1961年8月，第三大队及第二大队部份地区从七一人民公社划出，组成莘庄人民公社。1960年12月成为上海县县治。1965年，建立莘庄城镇工作组。1966年5月经国务院批准，莘庄镇为县属城镇，脱离公社，成立莘庄镇人民委员会。1992年6月，上海县和闵行区合并为新的闵行区，莘庄为区政府驻地。
1999年4月15日，大韩航空货运6316号班机从上海虹桥国际机场起飞后不久即坠毁于莘庄镇沁园春小区建筑工地里，造成机上全部3人和地面5人遇难，地面上另有42人受伤。

## 行政区划
莘庄镇内有52个居民委员会及2个村委会：
东街社区、西街社区、莘松一村社区、莘松三村社区、莘松四村社区、莘松五村社区、莘松九村社区、绿梅一村社区、绿梅二村社区、绿梅三村社区、水清一村社区、水清三村社区、报春第一社区、报春第二社区、佳佳花园社区、黎安新村第一社区、黎安新村第二社区、西湖苑社区、沁春园二村社区、新梅花苑社区、绿世界社区、星丰苑社区、莘南花苑社区、莘城公寓社区、团结花苑社区、宝安新苑社区、新申花城社区、众众家园社区、莘城苑社区、丽华公寓社区、圣淘沙花园社区、莘纪苑社区、新梅广场社区、虹莘新村社区、春申新村社区、香树丽舍社区、沁春园一村社区、西环新村社区、世纪名门社区、名都新城社区、阳明花苑社区、康城第一社区、世纪阳光园社区、春申复地城社区、春申万科城社区、东苑新天地社区、东苑利华苑社区、沁春园第三社区、都市星城社区、上海康城第二社区、邻里苑社区、康城第三社区、康城第四社区、莘东两湾苑社区和青春村。

## 站外链接
- 上海闵行莘庄政府网站 （页面存档备份，存于）